# Sơ lược về Giáo hội Công giáo
Trang sơ lược này cung cấp thông tin khái quát về Giáo hội Công giáo – hệ phái có lượng tín đồ lớn nhất trong Kitô giáo. Người đọc có thể dùng trang này như một sơ đồ khái lược các chủ đề lớn trong Giáo hội Công giáo. Các nhân danh trong bài viết này phù hợp với nhân danh tương ứng trong tiếng Việt và trong tiếng địa phương.

## Thuật ngữ liên quan
- Đạo Công giáo: tên gọi một hệ phái Kitô giáo
- Giáo hội Công giáo: toàn thể hàng giáo phẩm (giáo sĩ) và giáo dân Kitô giáo hiệp thông trọn vẹn với Giám mục Roma

## Địa lý
- Thành Vaticano
- Giáo hội Công giáo theo quốc gia

## Lịch sử
Theo Giáo hội Công giáo, các giám mục của Giáo hội được coi là những người kế vị các Tông đồ của Chúa Giêsu, và vị giám mục của Giáo phận Roma được coi là người kế vị thánh Phêrô Tông đồ – đấng được Chúa Giêsu bổ nhiệm làm đầu Hội thánh (tức thủ lĩnh của Giáo hội) theo Tân Ước và là vị từng phục vụ giáo đoàn Roma.
- Lịch sử chế độ giáo tông: chức vụ giáo tông là chức vụ do Giám mục Roma nắm giữ với tư cách là thủ lãnh Giáo hội Công giáo. Chức vụ ấy được tông truyền từ đời thánh Phêrô Tông đồ cho tới ngày nay.
- Tổng quan các công đồng đại kết Công giáo: cho tới nay, đã có 21 công đồng đại kết Công giáo được triệu tập với công đồng đại kết đầu tiên là Công đồng Nicaea I (325), và công đồng đại kết gần đây nhất là Công đồng Vaticano II (1962–1965). Định nghĩa về công đồng đại kết có thể khác nhau qua từng thời kỳ, tuy nhiên theo cách hiểu đương đại của Giáo hội Công giáo, công đồng đại kết là một đại hội quy tụ nhiều giáo sĩ cao cấp của Giáo hội Công giáo (như thượng phụ, hồng y, giám mục chính tòa, viện phụ đương nhiệm, bề trên nam giới đương nhiệm của các dòng tu) cùng một số pháp nhân khác. Các giáo sĩ và pháp nhân tham gia công đồng đại kết do Giáo tông bổ nhiệm với chức danh Nghị phụ.

### Khởi nguyên, cùng Kitô giáo sơ khai
- Chúa Giêsu – tên thật là Giêsu thành Nazareth (sinh trong khoảng năm 7–2 TCN; mất trong khoảng năm 30–36 CN), còn gọi là Đức Giêsu Kitô, Đức Kitô Giêsu hay đơn giản là Đức Kitô. Ngài là nhân vật trung tâm trong Kitô giáo.
- Mười hai tông đồ theo Tân Ước: tông đồ là một thuật ngữ Kitô giáo dùng để chỉ những người được Chúa Giêsu trực tiếp sai đi để loan truyền Tin Mừng cứu độ do chính Ngài tuyên bố
- Kitô giáo sơ khai: chỉ tình hình Kitô giáo trước năm 325

### Hậu kỳ Cổ đại
- Hoàng đế Constantinus I: sau khi lên ngôi Hoàng đế Tây La Mã vào năm 312, ông đã hợp thức hóa việc thực hành Kitô giáo trên khắp lãnh thổ mình vì ông tin rằng Đức Chúa Trời đã giúp ông chiến thắng trong trận Cầu Milvius
- Hoàng đế Theodosius I: ông là người lập Kitô giáo Nicaea làm quốc giáo của Đế quốc La Mã vào năm 380
- Bảy công đồng đại kết đầu tiên: bắt đầu với Công đồng Nicaea I (325) và kết thúc với Công đồng Nicaea II (787). Các công đồng trên là nỗ lực của nhiều đời Hoàng đế La Mã và nhiều giáo sĩ nhằm đạt đến sự đồng thuận về giáo lý chính thống, cũng như nhằm thiết lập một giáo hội Kitô giáo thống nhất với tư cách là giáo hội quốc gia của Đế quốc La Mã.

### Trung Cổ

#### Sơ kỳ Trung Cổ
- Sự sụp đổ của Đế quốc La Mã: vào năm 476, thành Roma rơi vào tay người Ostrogoth, Odoacer lên ngôi Vua của Italia
- Tu luật thánh Biển Đức: do thánh Biển Đức thành Norcia sáng tác vào năm 530
- Trường nhà thờ chính tòa: ngôi trường nhà thờ chính tòa đầu tiên có từ thập niên 500, vốn được lập ra để đào tạo giáo sĩ
- Truyền giáo Kitô giáo: các cá nhân và tổ chức theo Kitô giáo được sai đến các nơi trong nước mình mà rộng ra là các nước trên thế giới để rao giảng Tin Mừng Chúa Giêsu. Họ được gọi là các thừa sai.
  - Tu sĩ Augustinô thành Canterbury, vị thừa sai rao giảng Tin Mừng cho người Anh-Saxon
  - Cuộc truyền giáo của các thừa sai người Ireland và Scotland: vào thời Trung Cổ, một nhóm tu sĩ người Ireland và Scotland đã rao giảng Tin Mừng và lập nhiều tu viện khắp Đại Anh và châu Âu lục địa.
- Vua Carolus Đại đế: ông là Vua của người Frank từ 768 và là Hoàng đế La Mã Thần thánh từ năm 800 đến khi qua đời vào năm 814.

#### Trung kỳ Trung Cổ
- Cải cách Cluny: khởi đầu vào năm 910, cuộc cải cách này thành công đặt các viện phụ dưới quyền cai quản của giáo tông thay vì dưới quyền các lãnh chúa phong kiến thế tục
- Ly giáo Đông–Tây: còn gọi là cuộc Đại Ly giáo. Cuộc ly giáo này chia rẽ Giáo hội quốc gia từ thời Đế quốc La Mã thành hai nhánh là Tây phương (Latinh) và Đông phương (Hy Lạp). Hai nhánh này về sau trở nên Giáo hội Công giáo và Giáo hội Chính thống giáo Đông phương.
- Thập tự chinh: bao gồm nhiều cuộc chiến tranh viễn chinh được sự chúc lành của giáo tông và Giáo hội Công giáo. Các cuộc chiến này chủ yếu được phát động nhằm tái lập quyền được tiếp cận các thánh địa Kitô giáo gần Jerusalem cùng trong thành Jerusalem cho khách hành hương Kitô giáo.
- Kiến trúc Romanesque: đặc trưng bởi những bức tường rất lớn, những vòm đầu tròn cùng trần nhà bằng gạch hoặc gỗ.
- Kiến trúc Gothic: đặc trưng bởi những cửa sổ kính màu lớn, những vòm đầu nhọn cao chót vót, điều kiện chiếu sáng tốt hơn, cùng sự hài hòa về hình học, tất cả cùng một ý đồ, đó là nhằm hướng lòng trí người tín hữu tới Đức Chúa Trời – đấng "thiết lập mọi trật tự".
- Nhiều dòng đan sĩ mới được sáng lập
- Phái Cathar: phong trào Kitô giáo chủ trương lưỡng vị thuyết và ngộ đạo thuyết, phát sinh tại vùng Languedoc nước Pháp cùng một số vùng nhất định tại châu Âu vào thế kỷ 11. Phái này phát triển cường thịnh vào thế kỷ 12 và thế kỷ 13.
- Tòa thẩm giáo Trung Cổ: nhiều tòa thẩm giáo (tòa án nhằm loại trừ tận gốc các phái lạc giáo) được thiết lập vào khoảng năm 1184, được chia làm hai giai đoạn, trước là Tòa thẩm giáo của Giám mục (1184–thập niên 1230), mà sau là Tòa thẩm giáo của Giáo tông (thập niên 1230).
- Tông Tòa Avignon: từ năm 1309 đến năm 1376, có 7 đời giáo tông của Giáo hội Công giáo cư ngụ tại đô thành Avignon, khi đó thuộc Lãnh địa Giáo tông, bao quanh bởi Vương quốc Arles.
- Ly giáo Tây phương: khoảng thời gian ly khai trong Giáo hội Công giáo, diễn ra từ năm 1378 đến năm 1417. Trong cuộc ly giáo Tây phương, có hai người đàn ông đồng thời tuyên bố mình là giáo tông đích thực.

### Phục hưng và Cải cách

#### Cải cách
- Công đồng Constantia (1414–1418): công đồng này chấm dứt cuộc Ly giáo Tây phương và cáo buộc Jan Hus tội ly giáo
- Công đồng Basilia–Ferraria–Florentia: công đồng này được triệu tập để bàn bạc về cuộc cải cách Giáo hội, tái hiệp thông với một số Giáo hội Chính thống giáo Đông phương, và lên án chủ nghĩa duy công đồng. Hội công đồng phải dời địa điểm từ Ferrara về Florentia để tránh dịch hạch.
- Cải cách Kháng nghị: cuộc Cải cách Kháng nghị bùng nổ vào đầu thế kỷ 16 trong nội bộ Kitô giáo Tây phương, do giáo sư Martin Luther, linh mục Jean Calvin, cùng một số nhân vật Kháng Cách sơ khai khác khởi xướng. Tác nhân của cuộc Cải cách Kháng nghị là tờ luận văn Chín mươi lăm luận đề.
  - Chín mươi lăm luận đề (1517): luận văn trình bày các quan điểm của Martin Luther về phép ân xá
- Phong trào Phản Cải cách: còn gọi là phong trào Phục hưng Công giáo hay Cải cách Công giáo. Phong trào này khởi phát từ Công đồng Tridentino (1545–1563) và kết thúc khi cuộc chiến tranh Ba Mươi Năm gần tới hồi kết vào năm 1648. Phong trào Phản Cải cách là câu trả lời của Giáo hội Công giáo trước mối nguy từ phái Kháng Cách.
- Chiến tranh tôn giáo Pháp (1562–1598): cuộc chiến này vốn là một cuộc nội chiến giữa thế lực Công giáo và thế lực Kháng Cách trong Vương quốc Pháp.
- Chiến tranh Ba Mươi Năm (1618–1648): cuộc chiến này vốn là một cuộc nội chiến giữa thế lực Công giáo và thế lực Kháng Cách trong Đế quốc La Mã Thần Thánh, về sau lan ra khắp Tây Âu.

### Thời kỳ Baroque
- Cuộc chiến của Đế quốc Ottoman tại châu Âu: Đế quốc Osman xâm chiếm Đế quốc Đông La Mã
- Thời kỳ Khai Sáng: các thân sĩ Khai Sáng ra sức chất vấn Kitô giáo, đề cao lý trí con người hơn mặc khải thần linh (tức sự thật do Đức Chúa Trời tiết lộ) và hạ bệ thẩm quyền của hàng giáo phẩm, bao gồm cả chế độ giáo tông.
- Thuyết Jansenius: giáo thuyết mang tên Giám mục Cornelius Jansenius, xoáy mạnh vào tội tổ tông, sự trụy lạc của con người do tội tổ tông, sự lệ thuộc hoàn toàn của con người vào ân điển Đức Chúa Trời, và quả quyết rằng con người chỉ được hưởng ơn cứu độ nếu được Đức Chúa trời tiền định.
- Chủ nghĩa Pháp giáo: chủ trương của Giáo hội Công giáo Pháp, xác tín rằng thẩm quyền dân sự trên Giáo hội Công giáo là ngang hàng với thẩm quyền của giáo tông. Chủ nghĩa này cũng là một dạng của chủ nghĩa duy công đồng.
- Chủ nghĩa duy công đồng: phong trào cải cách trong Giáo hội Công giáo, diễn ra vào thế kỷ 14, 15 và 16. Chủ nghĩa duy công đồng cho rằng thẩm quyền tối hậu đối với các vấn đề tâm linh thuộc về cả tập thể Giáo hội Công giáo, do một công đồng chung làm đại biểu, thay vì thuộc về duy nhất giáo tông.

### Thời đại Công nghiệp
- Lịch sử Thánh Mẫu học Công giáo
- Thánh Mẫu học của các giáo tông
- Thánh Mẫu học của các thánh

- Công đồng Vaticano I: công đồng do Giáo tông Pius IX triệu tập vào ngày 29 tháng 6 năm 1868, khoảng bốn năm kể từ khi bắt đầu lên kế hoạch và sửa soạn mọi điều từ ngày 6 tháng 12 năm 1864. Công đồng chung họp tại Vương cung thánh đường Vaticano này lên án chủ nghĩa duy lý và tuyên bố giáo tông có bất khả ngộ tính khi đưa ra một xác quyết trọng thể liên quan đến đức tin hoặc phong hóa (phẩm chất đạo đức) từ ngai tòa mình.
- Rerum novarum: thông điệp của Giáo tông Leo XIII gửi đến các giám mục Công giáo, đề cập đến điều kiện làm việc của các tầng lớp lao động
- Quadragesimo anno: thông điệp của Giáo tông Pius XI, thảo luận về những hàm ý luân lý của trật tự xã hội và kinh tế. Trong thông điệp này, vị giáo tông mô tả những mối nguy hại đối với sự tự do và phẩm giá con người phát xuất từ chủ nghĩa tư bản vô độ và chủ nghĩa cộng sản toàn trị.
- Giáo huấn xã hội Công giáo: toàn thể giáo lý của Giáo hội Công giáo về giàu và nghèo, về kinh tế, về tổ chức xã hội, công bằng xã hội và vai trò của nhà nước.
- Thánh mẫu học Công giáo: khoa thần học về Đức Trinh nữ Maria, thân mẫu Đức Giêsu Kitô, tuân theo giáo lý Công giáo
- Chiến tranh thế giới thứ hai:
  - Mit brennender Sorge: thông điệp bằng tiếng Đức của Giáo tông Pius XI, ban hành ngày 10 tháng 3 năm 1937 (trong bản văn đề ngày 14 tháng 3, nhằm ngày Chúa nhật V mùa Chay). Thông điệp này được công bố nơi tòa giảng tại tất cả các nhà thờ Công giáo ở Đức vào ngày Chúa nhật Lễ Lá – một trong những ngày lễ quan trọng trong Lịch Công giáo – hầu tranh thủ sự quy tụ đông đảo các giáo dân Đức. Thông điệp này lên án việc Đức Quốc Xã vi phạm hiệp định Reichskonkordat (ký kết bởi Đức Quốc xã và Tòa Thánh vào năm 1933) và chỉ trích chủ nghĩa quốc xã.
  - Vụ diệt chủng Holocaust: được sự chỉ đạo bởi Hitler và tài trợ bởi Nhà nước Đức Quốc Xã, vụ diệt chủng này gây ra cái chết của 6 triệu người Do Thái Âu châu trên khắp các vùng lãnh thổ do Đức chiếm đóng trong Chiến tranh thế giới thứ hai.
  - Giáo tông Pius XII và Holocaust – mối tương quan giữa Giáo tông Pius XII và vụ diệt chủng Holocaust cho tới nay vẫn là một chủ đề gây tranh cãi.

### Thời đại Hậu Công nghiệp
- Công đồng Vaticano II: công đồng do Giáo tông Ioannes XXIII triệu tập vào ngày 1 tháng 10 năm 1962. Công đồng này thảo luận về mối tương quan giữa Giáo hội Công giáo với thế giới hiện đại. Các văn kiện đáng chú ý bao gồm:
  - Hiến chế Sacrosanctum Concilium (về phụng vụ): hiến chế này tu chính các bản văn và nghi lễ dùng trong phụng vụ, làm rõ vai trò của các thừa tác viên chức thánh, và kêu gọi các giáo dân tham dự Thánh lễ cách trọn vẹn, hiện diện và có ý thức hơn
  - Hiến chế tín lý Lumen gentium (về Giáo hội): hiến chế này đề cập đến bản chất và sự tồn tại lịch sử của Giáo hội, các thành phần trong Giáo hội, đời sống tu trì, Giáo hội lữ hành cùng các phúc nhân, Đức Mẹ Maria và kêu gọi các tín hữu nên thánh
    - Subsistit in: một cụm từ thuộc câu 12, đoạn 8, Hiến chế Lumen gentium, có nghĩa là "tồn tại trong"[a]

  - Tuyên ngôn Nostra aetate: tuyên ngôn về mối liên hệ giữa Giáo hội và các tôn giáo ngoài Kitô giáo
  - Hiến chế tín lý Dei verbum (về mặc khải thần linh): bàn về mặc khải, Thánh Truyền, sự linh hứng của Thiên Chúa, Thánh Kinh và mối quan hệ giữa Thánh Kinh với đời sống Giáo hội
  - Hiến chế mục vụ Gaudium et spes (về Giáo hội và thế giới): cập nhật giáo huấn của Giáo hội về mối liên hệ giữa loài người và xã hội, đặc biệt trong lĩnh vực kinh tế, đói nghèo, công bằng xã hội, văn hóa, khoa học, kỹ thuật và đại kết

## Phẩm trật
Giáo hội Công giáo hiện diện trên toàn thế giới cách bí tích nơi các giáo hội địa phương (thường là giáo phận), đứng đầu bởi một giám mục. Dưới giáo phận thì có nhiều giáo xứ, tức là các cộng đoàn địa phương; mỗi giáo xứ được đặt dưới sự chăm lo của một hoặc nhiều linh mục. Phó tế có thể được sai đến  một giáo xứ để phụ giúp các linh mục.
- Giáo tông: kiêm nhiệm chức Giám mục Roma, vị này là thủ lãnh nơi trần thế của Giáo hội Công giáo hoàn vũ
- Hồng y: giáo sĩ cấp cao trong Giáo hội, luôn là giám mục (tức là đã lãnh nhận trọn vẹn bí tích Truyền Chức Thánh). Các hồng y thực hiện nhiệm vụ cố vấn cho giáo tông trong việc điều hành và cai quản Giáo hội; bên cạnh đó, họ còn là những vị sẽ trực tiếp bầu ra tân giáo tông trong thời gian Tòa Thánh trống tòa.
- Thượng phụ: giáo sĩ cấp cao trong Giáo hội, luôn là giám mục, có quyền trên hàng giáo sĩ và giáo dân trong giáo hội địa phương/giáo hội nghi lễ độc lập của mình, hiệp thông phẩm trật với giáo tông
- Tổng giám mục thượng quyền: giáo sĩ cấp cao trong Giáo hội (cách chung) và các Giáo hội Công giáo Đông phương (cách riêng), có quyền trên hàng giáo sĩ và giáo dân trong giáo hội địa phương nghi lễ tự lập của mình với tư cách thủ lãnh, hiệp thông phẩm trật với giáo tông
- Giáo trưởng: là tước hiệu hoặc chức vụ dành cho giám mục trong một số Giáo hội nhất định
- Giám mục đô thành (Tây phương)/Tổng giáo chủ (Đông phương): trong các Giáo hội giám mục chế, vị này là giám mục của một đô thành (tức là thành phố chính yếu) của một tỉnh của La Mã, giám mục trưởng của một giáo tỉnh, hay giám mục thủ lãnh của một giáo hội địa phương nghi lễ tự lập cấp tổng giáo chủ
- Tổng giám mục: là một giám mục với tước vị cao hơn tước vị của một giám mục thông thường; dù vậy về mặt bí tích, tổng giám mục ngang hàng với giám mục và cao hơn linh mục và phó tế
- Giám mục: là một thừa tác viên chức thánh, đã lãnh nhận trọn vẹn bí tích Truyền Chức Thánh, có nhiệm vụ giảng dạy giáo lý, cai quản, lãnh đạo và thánh hóa giáo dân thuộc địa hạt mình, cùng đại diện cho Giáo hội trong quan hệ ngoại giao
- Linh mục: là một thừa tác viên chức thánh. Chức vụ linh mục thừa tác của giáo sĩ khác với chức vụ linh mục phổ quát của giáo dân về chiều kích bản chất và chiều kích nhiệm vụ.
- Phó tế: là một thừa tác viên chức thánh, có hai loại là phó tế chuyển tiếp và phó tế vĩnh viễn.

## Giáo lý

### Thần học
Giáo lý Hội thánh Công giáo: là văn kiện tổng hợp và trình bày giáo lý Công giáo, phục vụ việc tra cứu giáo lý cũng như sửa soạn bài giảng giáo lý cho trẻ em cũng như cho những người muốn gia nhập Giáo hội Công giáo. Văn kiện này được soạn theo cuốn "Giáo lý Roma", do Công đồng Tridentino ban hành năm 1566, và được chia là 4 phần: tuyên xưng đức tin, cử hành màu nhiệm Kitô giáo, đời sống trong Đức Kitô, và kinh nguyện Kitô giáo.
- Tín biểu Nicaea: là tín biểu (lời tuyên xưng đức tin) được sử dụng phổ biến nhất trong phụng vụ Kitô giáo. Tín biểu này có tên được đặt theo nơi nhóm họp công đồng đại kết đầu tiên của Giáo hội Kitô giáo – Công đồng Nicaea I.
- Ân điển thiêng liêng: một thuật ngữ thuộc thần học
- Ba Ngôi: giáo lý Ba Ngôi dạy rằng Đức Chúa Trời có ba ngôi vị thần linh, đó là Đức Chúa Cha, Đức Chúa Con và Đức Chúa Thánh Thần
- Bài giảng trên núi: là tập hợp các câu nói và lời dạy của Chúa Giêsu, làm nổi bật giáo huấn về luân lý của Ngài (Mátthêu các chương 5, 6, 7)
- Bốn đặc tính của Hội thánh: Hội thánh có 4 đặc tính, đó là duy nhất, thánh thiện, công giáo và tông truyền; đây là bốn đặc tính hay đặc điểm nổi bật của Hội thánh Kitô giáo
- Cứu độ: cứu độ là hành vi giải thoát linh hồn khỏi tội lỗi và những hậu quả của tội lỗi – nhất là sự chết đời đời – hầu cho linh hồn được hưởng sự sống vĩnh cửu bên Đức Chúa Trời
- Mười điều răn: hay Mười Lời, là 10 mệnh lệnh đạo đức và thờ phượng trong Thánh Kinh, đóng vai trò quan trọng trong Do Thái giáo và Kitô giáo. Mười điều răn dạy con người yêu mến Đức Chúa Trời và yêu thương tha nhân như yêu chính bản thân mình.
- Thần học Công giáo về thân xác: khoa thần học về thân xác của Giáo hội Công giáo dựa trên nền tảng giả định thân xác con người bắt nguồn từ Đức Chúa Trời
- Tín điều trong Giáo hội Công giáo: tín điều là thuật ngữ chỉ một chân lý hay giáo lý do Đức Chúa Trời mặc khải và được huấn quyền Giáo hội phổ biến để mọi người tin theo
- Tội tổ tông: là tình trạng tội lỗi mà loài người phải gánh chịu bắt nguồn từ việc tổ tông loài người bị sa ngã
- Thờ phượng Kitô giáo: trong Kitô giáo, thờ phượng Đức Chúa Trời là thờ lạy và chiêm ngắm Ngài
- Tính bất khả ngộ của giáo tông: một tín điều theo Giáo hội Công giáo. Tín điều này dạy rằng giáo tông được Đức Chúa Thánh Thần gìn giữ cho khỏi mắc sai lầm khi vị này dùng chức vụ của mình mà khẳng định cách chung quyết trước Giáo hội hoàn vũ một đạo lý thuộc về đức tin hay phong hóa (phẩm chất đạo đức).

### Các phép bí tích
Bí tích của Giáo hội Công giáo: Giáo hội Công giáo có bảy phép bí tích, là những thánh sự do Đức Kitô thiết lập và ủy thác cho Hội thánh, được bảo tồn trong Giáo hội Công giáo. Bí tích là những giáo nghi hữu hình có hiệu quả do sự (ex opere operato), biểu tỏ sự hiện diện của Đức Chúa Trời, và là mạch tuôn ân sủng Chúa cho bất cứ những ai đón nhận ân sủng ấy với thái độ sẵn sàng của một tâm hồn ngay thẳng.
1. Bí tích Rửa Tội: theo giáo lý Công giáo, bí tích Rửa Tội là cần thiết để được hưởng ơn cứu độ, với một số ngoại lệ (ngoài rửa tội bằng nước theo phép thông thường, đó là rửa tội bằng máu và rửa tội bằng lòng muốn)
2. Bí tích Thêm Sức: là dấu hiệu trưởng thành về mặt tâm linh của một tín hữu Công giáo, được ban cho thiếu nhi khi tới tuổi luật định và những người lớn đã hoàn thành khóa dự tòng
3. Bí tích Thánh Thể: "Đang khi ăn bữa Tiệc ly, trong đêm Người bị nộp, Đấng Cứu Độ chúng ta đã thiết lập Hy tế Thánh Thể bằng Mình và Máu Người, …" (Giáo lý Hội thánh Công giáo số 1323)
4. Bí tích Hòa Giải: khi lãnh nhận bí tích này, người tín hữu được Đức Chúa Trời tha các tội mà họ đã phạm với Ngài và với tha nhân, hầu cho họ được hòa giải với Chúa cùng nhiệm thể Ngài là Giáo hội
5. Bí tích Xức Dầu Bệnh Nhân: là bí tích được ban cho những người tín hữu "đã biết sử dụng trí khôn, khi họ bắt đầu ở trong tình trạng hiểm nghèo vì bệnh tật hay vì tuổi già", ngoại trừ những tín hữu "cố chấp sống trong tội trọng công khai".
6. Bí tích Truyền Chức Thánh: các chức vụ thừa tác trong Giáo hội Công giáo bao gồm giám mục, linh mục và phó tế. Qua bí tích này, Chúa Kitô thánh hiến, trao tác vụ thánh, và ban ơn cho người lãnh nhận bí tích được sống xứng đáng với chức vụ của mình.
7. Bí tích Hôn Phối: trong giáo lý Công giáo, hôn nhân là một giao ước mà theo đó "một người nam và một người nữ tạo thành một sự hiệp thông trọn cả cuộc sống; tự bản chất, giao ước ấy hướng về lợi ích của đôi bạn, cũng như đến việc sinh sản và giáo dục con cái." (Giáo lý Hội thánh Công giáo số 1601)

### Thánh Mẫu học
Thánh Mẫu học: khoa thần học về Đức Trinh nữ Maria, thân mẫu Chúa Giêsu. Khoa Thánh Mẫu học trình bày cách bài bản các giáo lý về Đức Mẹ trong mối tương quan với nhiều phương diện khác trong giáo lý Công giáo, như giáo lý về Chúa Giêsu, về ơn cứu độ và về ân điển. Khoa Thánh Mẫu học Kitô giáo hướng đến việc kết nối Thánh Kinh, Thánh Truyền với giáo lý của Giáo hội về Đức Mẹ Maria.
- Thánh mẫu học Công giáo: Thánh mẫu học tuân theo giáo lý Giáo hội Công giáo
- Đức Maria (thân mẫu Chúa Giêsu): tên thật là Maria, được tôn xưng là Thánh Maria, Mẹ Maria, Đức Trinh nữ Maria, Thánh Mẫu, Đức Mẹ Chúa Trời (Θεοτόκος), là một trinh nữ người Do Thái thế kỷ 1 sinh sống ở làng Nazareth, vùng Galilea. Bà được cho là người đầu tiên cải đạo sang Kitô giáo.
- Đức Mẹ đồng trinh: tín điều này dạy rằng Đức Trinh nữ Maria "thật sự và trọn đời đồng trinh, cả trong khi sinh hạ Con Thiên Chúa làm người". (Giáo lý Hội thánh Công giáo số 499)
- Đức Mẹ hồn xác lên trời: xưa gọi là Đức Mẹ mông triệu. Tín điều này dạy rằng khi Đức Trinh nữ Maria qua đời, cả thể xác cùng linh hồn của Bà được Đức Chúa Trời thưởng cho lên Thiên đàng, hầu cho bà được kết hợp với Con mình là Chúa Giêsu Kitô nơi Thiên đàng.
- Đức Mẹ vô nhiễm nguyên tội: tín điều này dạy rằng Đức Mẹ được Đức Chúa Trời giữ cho khỏi mắc tội tổ tông ngay từ khi thụ thai, đồng thời được tràn đầy ơn thánh hóa như người mới được chịu phép rửa tội
- Lịch sử Thánh Mẫu học Công giáo
- Thánh Mẫu học của các giáo tông
- Thánh Mẫu học của các thánh
- Đức Trinh nữ Maria (Công giáo): sự biệt kính của Giáo hội dành cho Đức Trinh nữ Maria dựa nền tảng trên tín lý Giáo hội cũng như Thánh Kinh: "Nhưng đến đúng thời kỳ viên mãn Đức Chúa Trời sai Con mình đến, do một người nữ sinh ra." (Galát 4:4)

## Nhân vật nổi bật

### Tiến sĩ Hội thánh
Tiến sĩ Hội thánh: Giáo hội phong tước hiệu Tiến sĩ Hội thánh cho những nhân vật có đóng góp đặc biệt quan trọng trong lĩnh vực thần học và giáo lý.
- Albertô Cả O.P.
- Ambrôsiô
- Anphongsô Maria de' Liguori
- Anselmô thành Canterbury
- Antôn thành Pad
- Athanasiô thành Alexandria
- Augustinô thành Hippo
- Basiliô Cả
- Bêđa Khả kính
- Bênađô của Clairvaux
- Bônaventura
- Catarina thành Siena
- Cyrillô thành Alexandria
- Cyrillô thành Jerusalem
- Phêrô Đamianô
- Épraim xứ Syria
- Gioan Kim Khẩu
- Gioan thành Damascus
- Gioan Thánh Giá
- Giêrônimô
- Grêgôriô Cả: giáo tông của Giáo hội Công giáo từ năm 590 cho tới khi qua đời năm 604
- Grêgôriô thành Nazianzus
- Hilariô thành Pictavium
- Isiđôrô
- Lêô Cả: giáo tông của Giáo hội Công giáo từ năm 440 đến khi qua đời năm 461
- Lôrensô thành Brindisi
- Phanxicô đệ Salê
- Phêrô Canisiô S.J.
- Phêrô Kim Ngôn
- Roberto Bellarmino
- Têrêsa thành Ávila
- Têrêsa thành Lisieux: còn gọi là Têrêsa Hài đồng Giêsu và Thánh Nhan, là một nữ đan sĩ Cát Minh (1873–1897)
- Tôma Aquinô